# Steamboy
Ne doit pas être confondu avec Steamboat ou Steambot.
Pour plus de détails, voir Fiche technique et Distribution.
Steamboy (スチームボーイ, Suchīmubōi) est un film d'animation japonais, coécrit et réalisé par Katsuhiro Ōtomo, sorti en 2004.
Il fait partie du genre steampunk, une uchronie sur un monde où la machine à vapeur aurait été l'élément essentiel du développement technologique.

## Synopsis
Dans une Angleterre uchronique, au XIXe siècle, Ray Steam est le fils de Edward et petit-fils de Lloyd, deux scientifiques inventeurs de machines à vapeur. Ils ne sont pas réapparus depuis plusieurs mois après leur départ pour l'Amérique, lorsqu'un colis contenant une boule métallique (la steamball) parvient au domicile de Ray et sa mère. Mais, deux hommes de la Fondation O'Hara qui financent les recherches des deux paternels, veulent s'en emparer. Ray fuit et est secouru par le scientifique Stevenson, fervent patriote.
Pendant ce temps, Londres se prépare à inaugurer l'Exposition universelle où les machines à vapeur seront à l'honneur. La Fondation O'Hara a préparé un pavillon et y envoie la fille du fondateur, la jeune Scarlett. Elle est accompagnée par Simon, chargé de vendre la technologie de la fondation.

## Fiche technique
- Titre : Steamboy
- Titre original : スチームボーイ
- Réalisation : Katsuhiro Ōtomo
- Scénario : Sadayuki Murai et Katsuhiro Ōtomo
- Musique : Steve Jablonsky (additionnel : Blake Neely)
- Montage : Takeshi Seyama
- Production : Shinji Komori et Hideyuki Tomioka
- Pays d'origine :  Japon
- Langue originale : japonais
- Format : couleurs - 1,85:1 - DTS - 35 mm
- Genre : Animation, science-fiction, action et aventure
- Durée : 126 minutes
- Date de sortie :
  - Japon : 17 juillet 2004
  - France : 22 septembre 2004

## Distribution
| Personnage                         | Voix japonaise   | Voix française     |
| ---------------------------------- | ---------------- | ------------------ |
| James Ray Steam                    | Anne Suzuki      | Maxime Nivet       |
| Dr Lloyd Steam (grand-père de Ray) | Katsuo Nakamura  | Pierre Baton       |
| Scarlett O'Hara                    | Manami Konishi   | Camille Donda      |
| Dr Edward Steam (père de Ray)      | Masane Tsukayama | Pierre Dourlens    |
| David                              | Ikki Sawamura    | Guillaume Lebon    |
| Robert Stephenson                  | Kiyoshi Kodama   | Philippe Dumond    |
| Alfred Smith                       | Susumu Terajima  | Michel Favory      |
| Archibald Simon                    | Satoru Sato      | Michel Tugot-Doris |
| Emma                               | Sanae Kobayashi  | Adeline Chetail    |
| Thomas                             | Aiko Hibi        | Maxime Baudouin    |
| Peter                              |                  | Marc Alfos         |
| Mme Steam                          |                  | Rosine Cadoret     |
| M. Kerrigan                        |                  | Vincent Grass      |
| L'amiral                           | Osamu Saka       | William Sabatier   |

## Commentaires
- Le générique final montre des images de ce qu'il advient des héros par la suite.
- L'opposition du père et du grand-père de Ray illustre le débat sur le rôle de la science, ses objectifs, ses conséquences.

## Anecdote
Steamboy est le film d'animation japonais le plus cher de l'histoire avec un budget de 2,4 milliards de yen (environ 20 millions de dollars), bien que ce montant soit bien inférieur aux standards occidentaux pour ce genre de films.
Le nom du personnage de Scarlett, petite fille du fondateur O’Hara, peut être une référence à la protagoniste du film Autant en emporte le Vent, du même nom.